# Gerrit Zalm
Gerrit Zalm (ur. 6 maja 1952 w Enkhuizen) – holenderski polityk i ekonomista, minister finansów (1994–2002, 2003–2007), wicepremier (2003–2007), parlamentarzysta, od 2002 do 2004 lider Partii Ludowej na rzecz Wolności i Demokracji (VVD).

## Życiorys
W 1975 ukończył ekonomię na Vrije Universiteit w Amsterdamie. Pracował na różnych stanowiskach w Ministerstwie Finansów i Ministerstwie Spraw Gospodarczych. W 1988 został zastępcą dyrektora generalnego, a rok później dyrektorem generalnym centralnego biura planowania (CPB). Od 1990 wykładał także politykę gospodarczą na macierzystej uczelni.
W 1971 został członkiem Partii Pracy, na początku lat 80. dołączył natomiast do centroprawicowej Partii Ludowej na rzecz Wolności i Demokracji. Od 2002 do 2004 był liderem politycznym tego ugrupowania. Od 1994 do 2007 był posłem do Tweede Kamer, mandat zawieszał jednak na czas pełnienia funkcji rządowych. Od 1994 do 2002 po raz pierwszy sprawował urząd ministra finansów w gabinetach Wima Koka. Ponownie zajmował to stanowisko w latach 2003–2007 w rządach, którymi kierował Jan Peter Balkenende. Łączył je wówczas z funkcję wicepremiera. W 2006 przez kilka dni tymczasowo zarządzał także Ministerstwem Spraw Gospodarczych.
W 2007 zrezygnował z aktywności politycznej, przechodząc do pracy w sektorze bankowym. Był głównym ekonomistą i następnie dyrektorem finansowym banku DSB. W 2009 został dyrektorem zarządzającym banku ABN AMRO.
Odznaczony Krzyżem Oficerskim (2002) i Krzyżem Komandorskim (2007) Orderu Oranje-Nassau. W 2008 otrzymał tytuł doktora honoris causa VU Amsterdam.